# Spoorlijn 271 (Tsjechië)
Spoorlijn 271 (ook bekend onder de naam Železniční trať Prostějov – Chornice, wat Spoorlijn Prostějov – Chornice betekent) is een spoorlijn in Tsjechië. Lijn 271 loopt van Prostějov, via Kostelec na Hané, Ptení, Konice en Dzbel, naar Chornice. De lijn is in 1889 in gebruik genomen. Over het traject rijden stoptreinen van de Tsjechische staatsmaatschappij České dráhy.

## Galerij

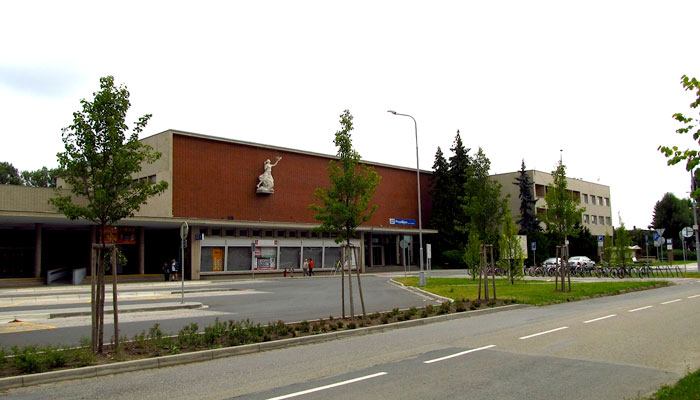
Prostějov hlavní nádraží
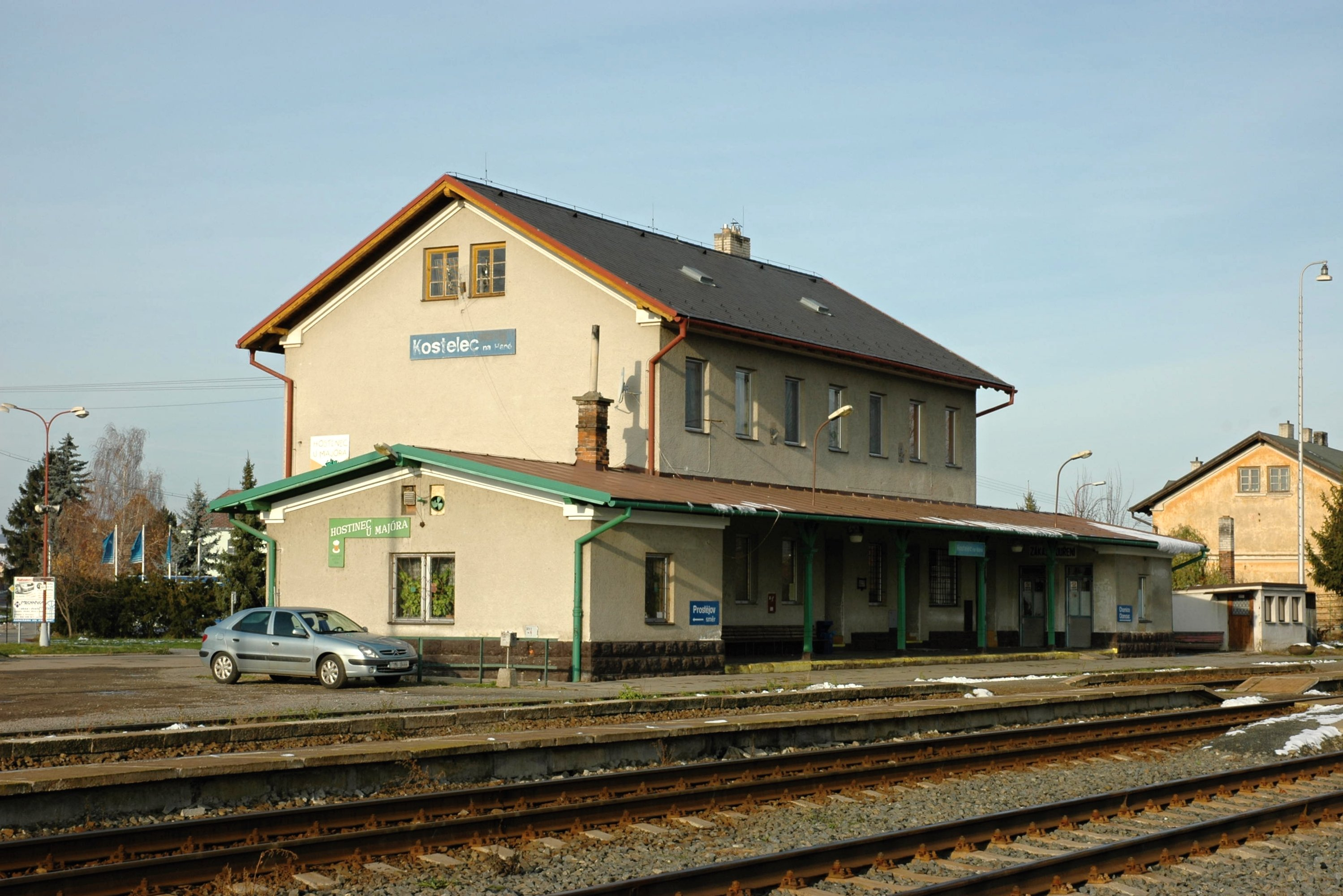
Kostelec na Hané
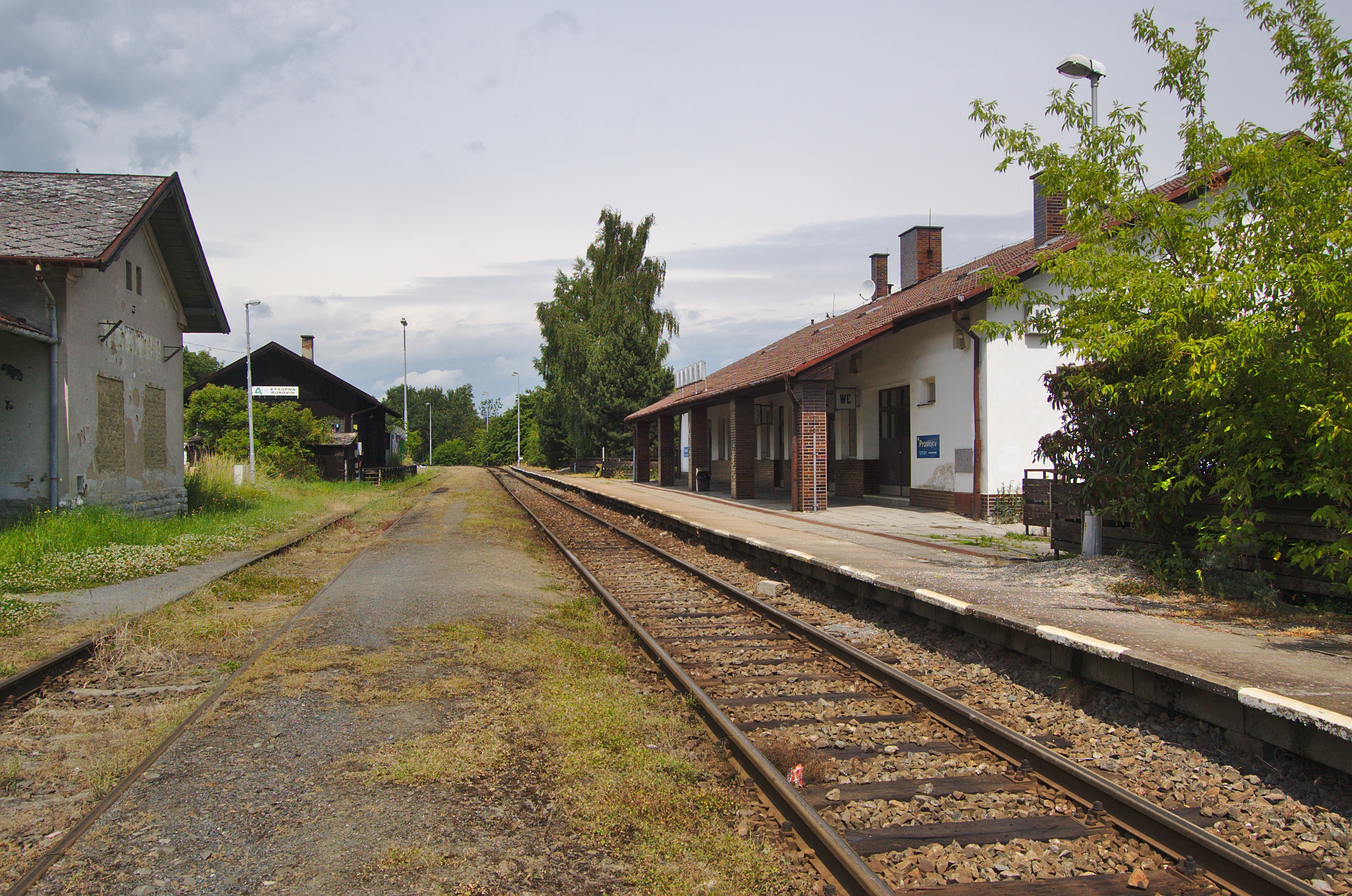
Konice
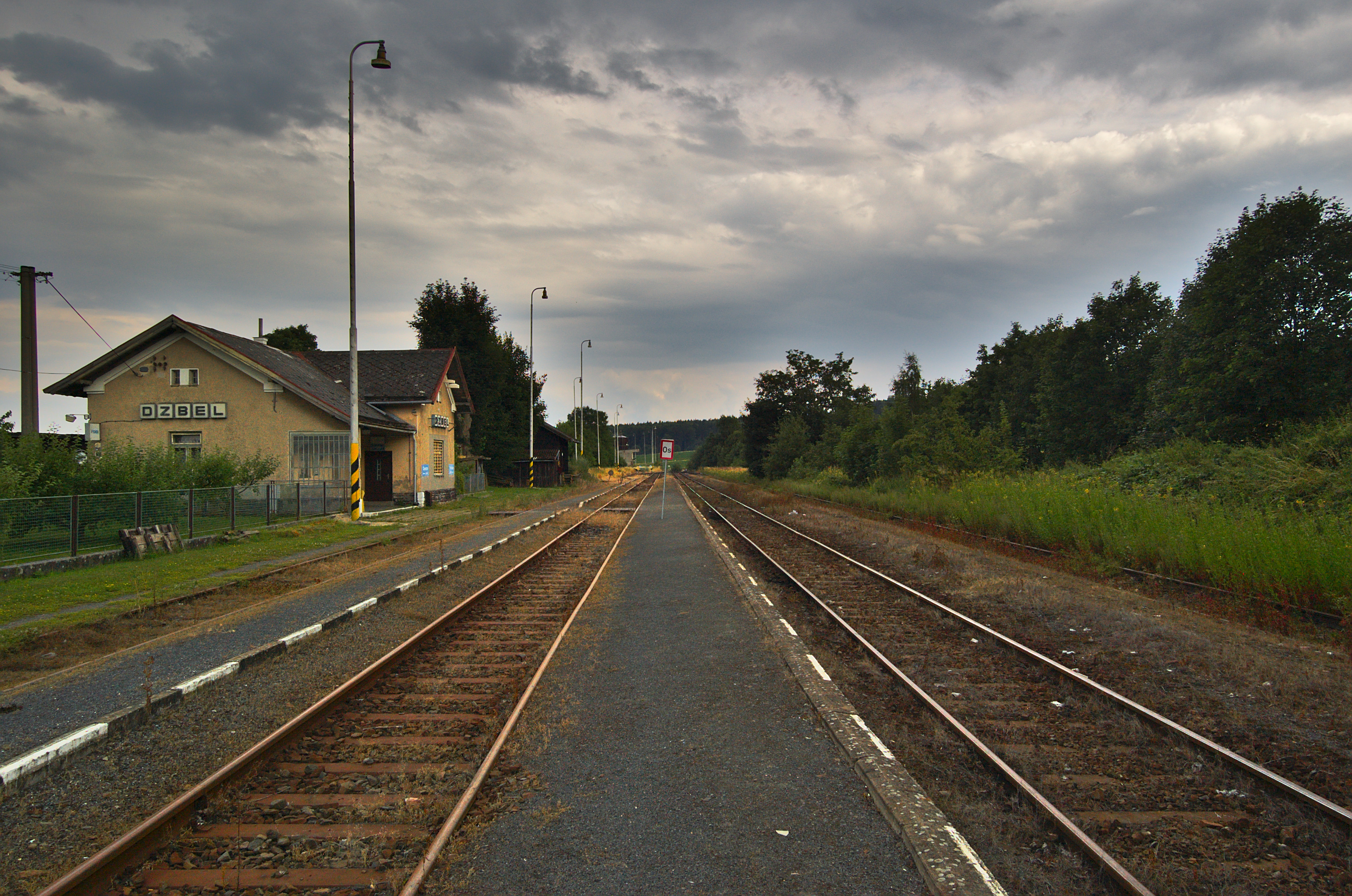
Dzbel